# Ballermann 6

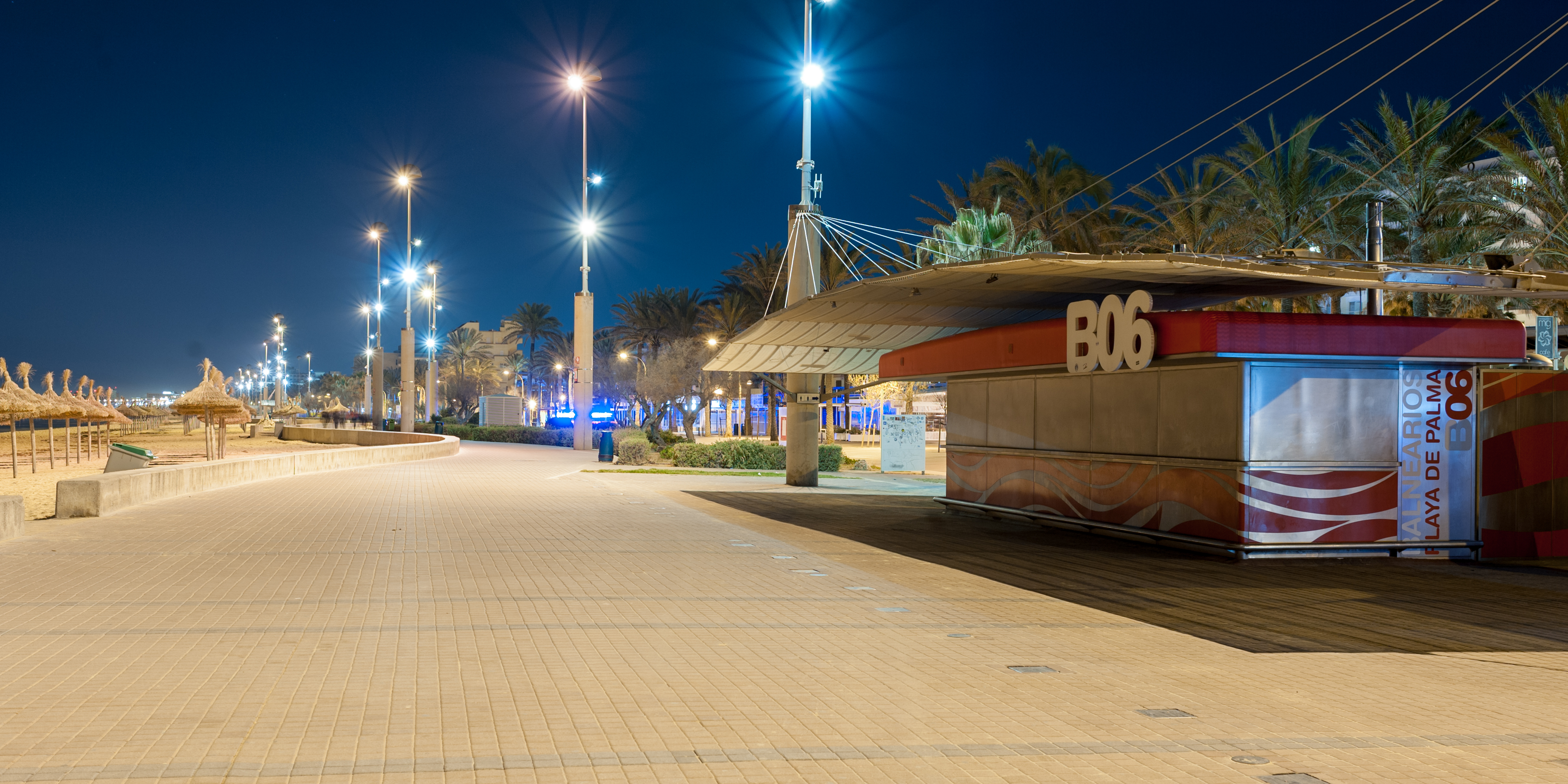
Das Lokal B06 bei Nacht (2016)

Ballermann 6 (Verballhornung von Balneario Nº 6, seit 2017 offiziell Beach Club Six) ist ein Strandlokal an der Platja de Palma auf der spanischen Baleareninsel Mallorca. Es liegt im Ortsteil Ses Cadenes in S’Arenal in der Nähe der Inselhauptstadt Palma. Der Begriff Ballermann (seit 2004 im Duden) steht für eine Gegend mit Alkohol- und Partytourismus, der insbesondere in der Schinkenstraße und in Lokalen wie Mega-Park, Bierkönig und Oberbayern gepflegt wird. Die dort entstandene „Ballermann-Musik“ ist eine Form des Partyschlagers.

## Geschichte des Lokals

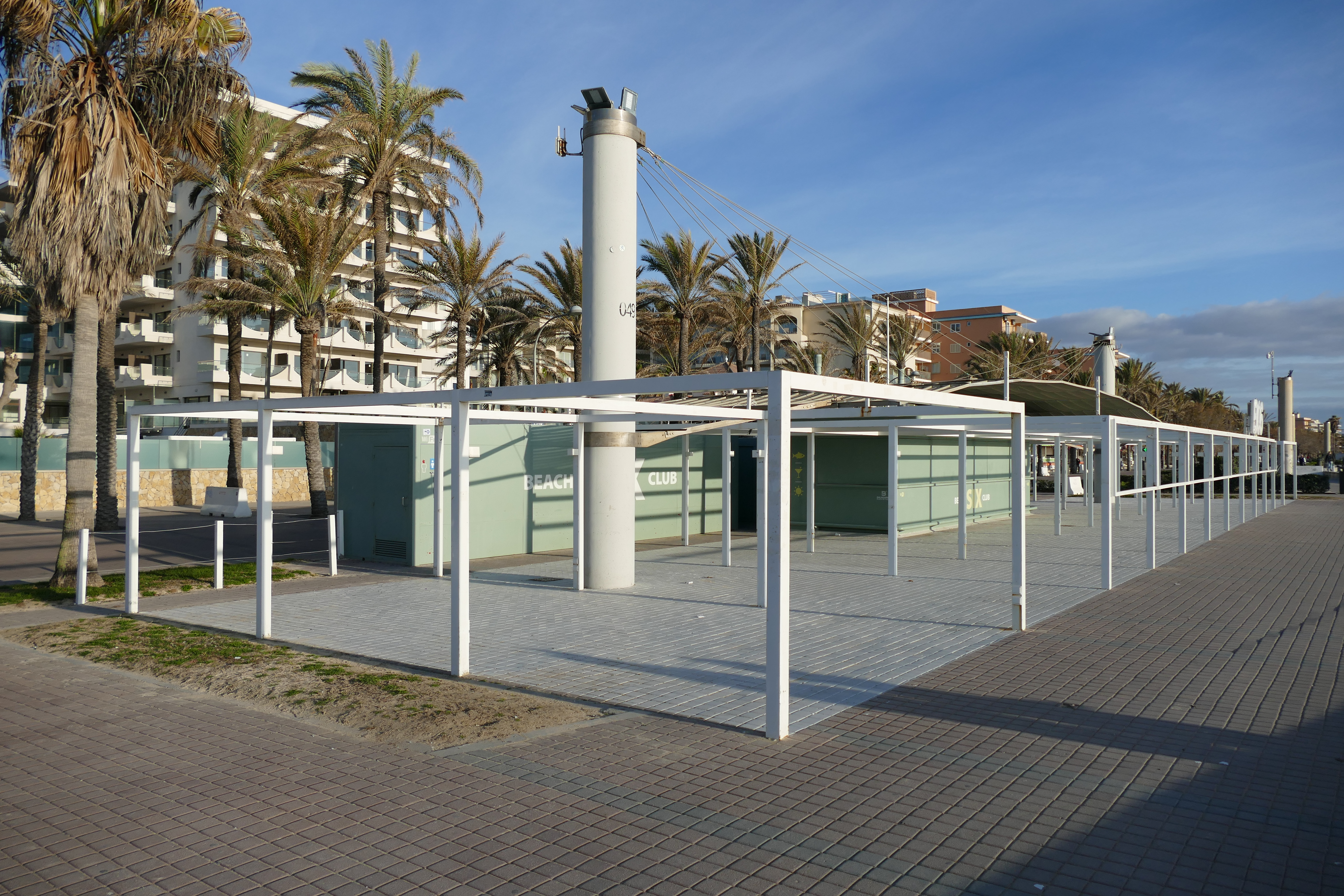
Das geschlossene Strandlokal außerhalb der Saison im Februar 2024 unter dem Namen Beach Club Six

Der Ursprung des Lokals war eine im Jahr 1972 erbaute Strandbude, auf Spanisch „Balneario“ genannt, auf Deutsch „Strandbad“. Insgesamt gab es zu Beginn zehn dieser Balnearios an der Playa de Palma. Die Strandbude Nummer 6, ein weiß und orange gefliester Flachbau, war bei Deutschen besonders beliebt, weil sie in der Nähe der von ihnen frequentierten Hotels lag. Im Laufe der 1970er-Jahre siedelten sich weitere Kneipen für deutsches Publikum in der Nähe an, so etwa die „König Pilsener Stube“, später folgten „Bierkönig“, „Almrausch“ und „Megapark“. Von Anfang an mischten bei der entstehenden Gastronomie auch spanische Unternehmer mit. Der entstehende „Ballermann“ war nicht allein ein deutsches Phänomen.
1993 wurden die Strandbudenlokale abgerissen. Fans hatten zuvor 10.000 Unterschriften gegen den geplanten Abriss gesammelt. Die alte Bude wich einem von 15 fast baugleichen Strandlokalen aus Edelstahl mit einem weit ausgreifenden Gitterdach als Schattenspender. Mit dem Neubau wurde eine neue Zählung eingeführt: Bis 1993 hatte es zehn Balnearios gegeben, von „0“ in Can Pastilla bis „9“ in Arenal. Mit der Neugestaltung wurde die Zahl der Lokale auf 15 erhöht. Die Reihenfolge der Zählung wurde dabei umgekehrt. Nun startet die Reihe mit „15“ in Can Pastilla und endet bei „1“ in Arenal. So gelang es, die neue „6“ wieder am alten Standort zu belassen, allerdings mit 18 Meter Abweichung. Heute befindet sich das Lokal vor dem Hotel Playa Golf.
Das Strandlokal besteht aus einem Stahlhäuschen von circa
10 m × 3 m Grundfläche und ist ausgestattet mit Theke, Zapfanlagen, Toiletten und Vorratsraum. Davor befindet sich eine abgegrenzte Terrasse mit Bestuhlung und Sonnenschirmen. Das Ganze wird von einer halb lichtdurchlässigen Stahlkonstruktion zwischen zwei Lichtmasten überspannt, die tagsüber Schatten und nachts Licht spendet. Im Februar 2017 wurde der Name des Balneario Nº 6 in Beach Club Six geändert.

## Name und Wortmarke

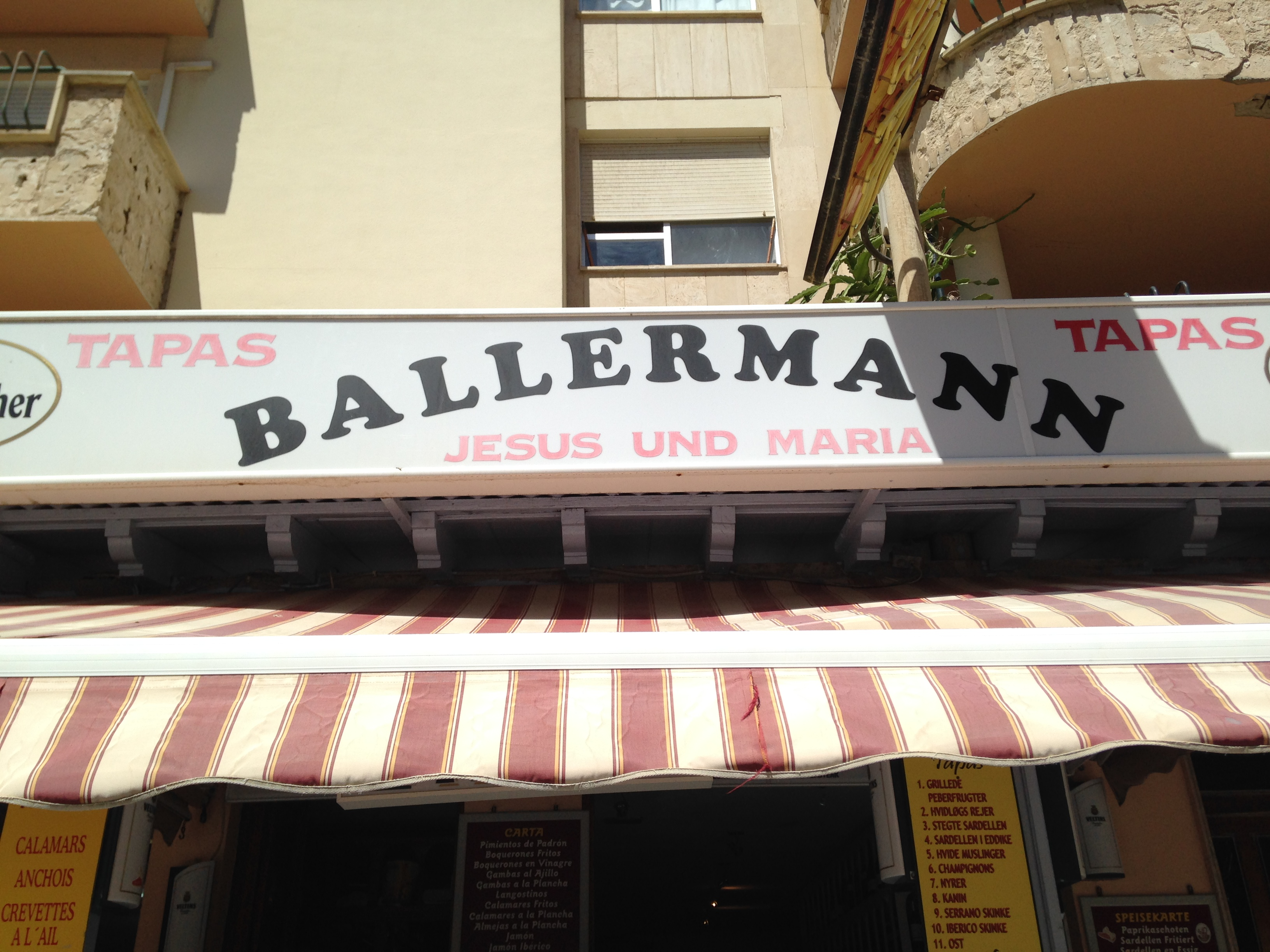
Tapas-Bar Ballermann – Jesus und Maria in Palma

Der Name „Ballermann“ ist eine Verballhornung des Wortes „Balneario“ (Spanisch für „Heilbad“). Das Wort „Ballermann“ ist ein umgangssprachlicher Ausdruck für eine Schusswaffe, und „ballern“ kann sowohl das Schießen mit einer Waffe bedeuten als auch Rauschtrinken.
Zum Ursprung der Bezeichnung „Ballermann“ gibt es unterschiedliche Angaben. Das erste Imbisslokal in Deutschland mit dem Namen „Ballermann“ bestand in Karlsruhe zwischen 1969 und 2016. Ob es einen Zusammenhang mit dem Namen „Ballermann 6“ gibt, ist unklar.
1994 hat sich ein Ehepaar aus Niedersachsen die Wortmarke „Ballermann“ schützen lassen; das Lizenzrecht besteht bis 2027. Das Ehepaar geht mit Abmahnungen gegen deren unlizenzierte Verwendung vor. So wurde Lorenz Büffel im März 2021 eine Abmahnung angedroht, weil er das Wort als Hashtag verwendete. Seit 2006 wird mit der Wortmarke „Ballermann“ der Ballermann-Award verliehen. Eine Diskothek in Mülheim an der Ruhr verwendet ebenfalls den Namen Ballermann 6.

## Ballermann-Kultur

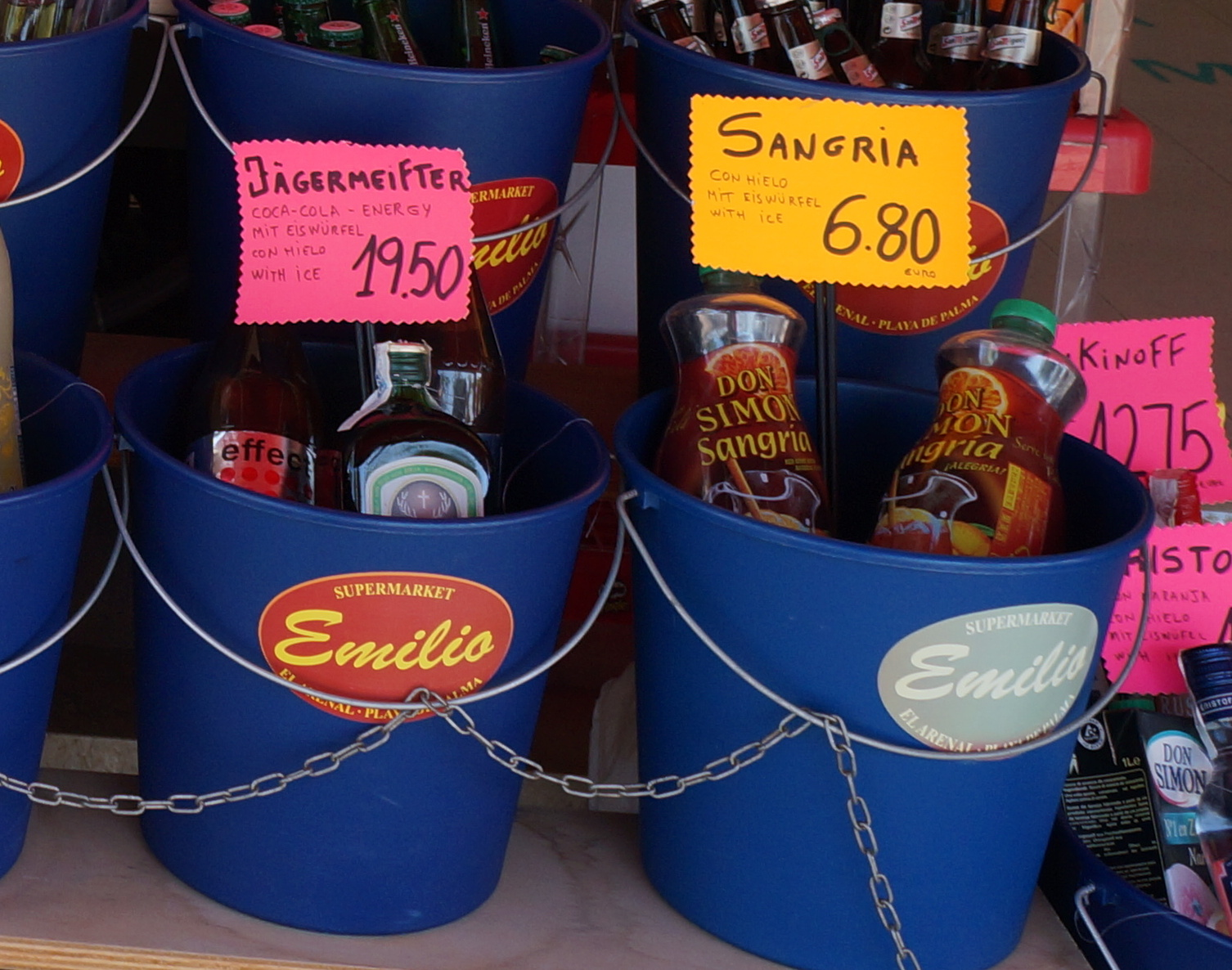
Sangría mit Eiswürfeln und Eimer in einem Supermarkt in S’Arenal

Seit den späten 1990er Jahren sind Ballermann 6 und die Bezeichnungen „Ballermann“ und „Malle“ (aus Mallorca gebildetes Kurzwort) zu Symbolen für eine bestimmte Form von Alkohol- und Partytourismus geworden. Deutsche und europäische Boulevardmedien berichteten seit den 1990er Jahren oft über die Szene am Ballermann 6. Zur Bekanntheit trug insbesondere die von Bernd Eichinger produzierte Filmkomödie Ballermann 6 (1997) bei, in der das sogenannte „Eimersaufen“ eine zentrale Rolle spielt, also das Trinken von Sangría aus Eimern mit extra langen Trinkhalmen. Der Spruch „Malle ist nur einmal im Jahr“ wurde zum geflügelten Wort.
Die Bezeichnungen Ballermann-Musik, Ballermann-Partys und Ballermann-Künstler stehen nicht mehr ausschließlich für einen Mallorca-Bezug, sondern auch für ein Genre von Musik und Veranstaltungen („Ballermann-Kultur“). Der Begriff „Ballermann“ wird auch international für Partytourismus (englisch alcotourism) verwendet, etwa für den bulgarischen Goldstrand. Dort gibt es Lokale mit abgewandelten Bezeichnungen, etwa Bierkönig Bulgaria, Dolphin Mega-Park und Ballerman 6 Beach Bar sowie das analog zu „Malle“ gebildete Kurzwort „Bulle“. Der Musiker Ikke Hüftgold ließ sich den Namen „Bulle Alarm“ als Marke schützen.
Seit den 2010er Jahren geht die mallorquinische Regierung mit Regelungen gegen exzessiven Alkoholtourismus vor (siehe Abschnitt Palma de Mallorca im Artikel Übertourismus).

## Ballermann-Musik

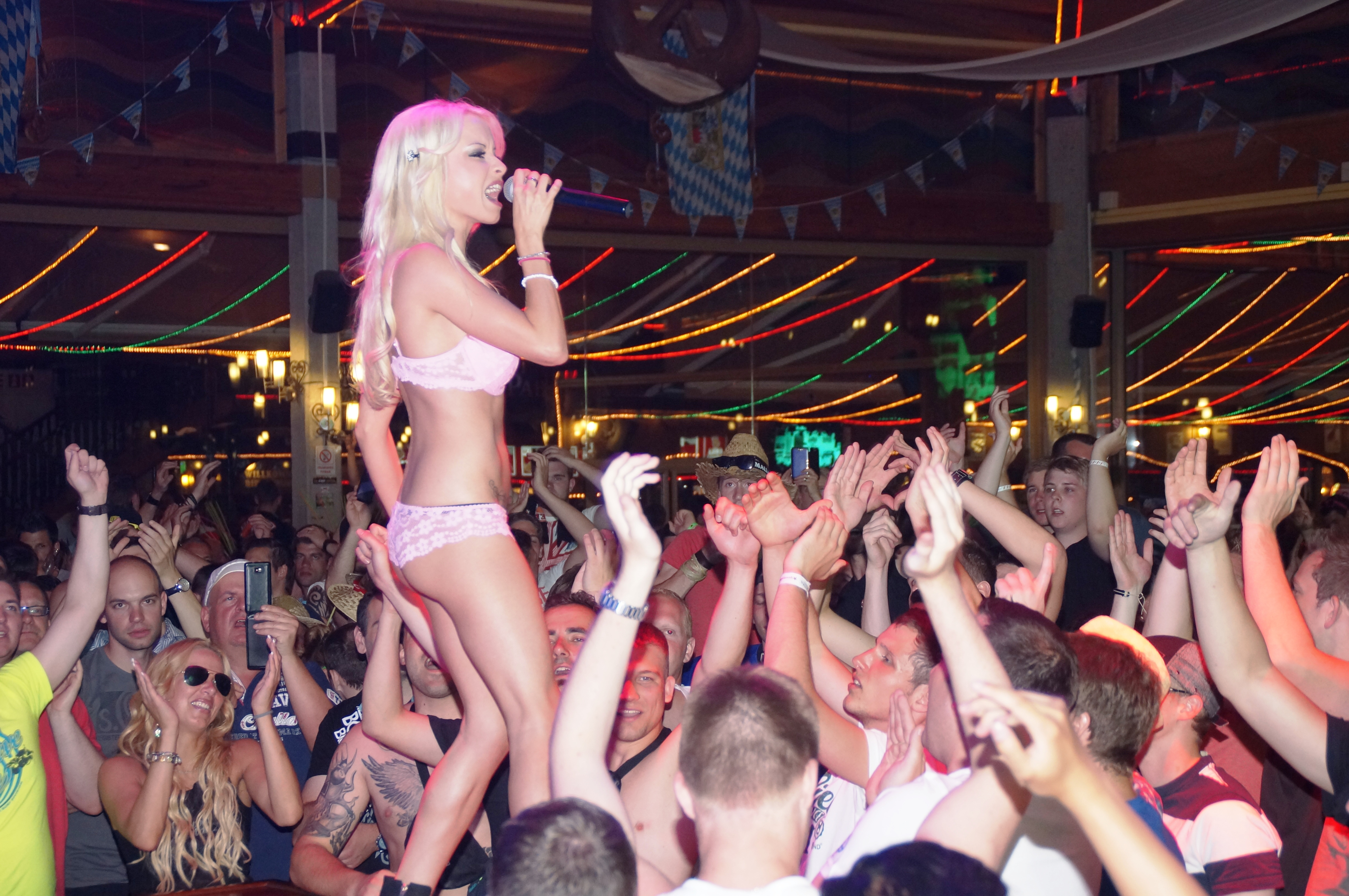
Ballermann-Sängerin Mia Julia bei einem Auftritt im Bierkönig

Zum typischen Ambiente der Ballermann-Kultur gehört die Beschallung mit sogenannter „Ballermann-Musik“. Seit 1995 werden Stücke des Genres auf der Kompilations-Reihe Ballermann-Hits veröffentlicht. Seit 2006 wird für die Stilrichtung der Ballermann-Award verliehen. Darüber hinaus gibt es mit dem Ballermann Radio einen offiziellen Internetradio-Sender, der seit 2008 sendet.

## Rezeption in der Kultur

### Songs
- Ballermann – Wolfgang Petry
- Wir lieben den Ballermann – Lorenz Büffel, Papis Pumpels
- Ballermann am Balkan – Lorenz Büffel, Clausi Cowski
- Wir sind der Ballermann – Ikke Hüftgold, Mia Julia

### Ausstellungskataloge
- Anke Dornbach (Hrsg.): Ballermann: die Ausstellung. Richter, 2006, ISBN 978-3-937572-54-3
- Anne-Katrin Becker / Margarete Meggle-Freund (Hrsg.): Viva Espana!: von der Alhambra bis zum Ballermann. Deutsche Reisen nach Spanien [Ausstellung des Badischen Landesmuseums im Museum beim Markt vom 26. Mai bis zum 28. Oktober 2007]. Lindemanns Bibliothek, 2007, ISBN 978-3-88190-477-3

### Filme und Serien
- Ballermann 6, Deutschland 1997
- Der König von Palma, RTL, seit 2022[22]
- Last Exit Schinkenstraße, Amazon Prime, 2023[23]